# Petko Karavelovo
Petko Karavelovo (Bulgaars: Петко Каравелово	) is een dorp in Bulgarije. Het dorp is gelegen in de gemeente Polski Trambesj, oblast Veliko Tarnovo. Het dorp ligt hemelsbreed 24 kilometer ten noorden van Veliko Tarnovo en 200 kilometer ten noordoosten van Sofia.

## Bevolking
Op 31 december 2020 telde het dorp Petko Karavelovo 1.631 inwoners. Het aantal inwoners vertoont al vele jaren een dalende trend: in 1946 had het dorp nog 2.397 inwoners. 
|  |

In het dorp wonen voornamelijk etnische Turken en Bulgaren. In de optionele volkstelling van 2011 identificeerden 982 van de 1.672 ondervraagden zichzelf als etnische Turken, oftewel 58,7%. Het overige deel van de bevolking bestond vooral uit etnische Bulgaren (668 personen, oftewel 40%).
| Etnische samenstelling van de respondenten (2011) | Etnische samenstelling van de respondenten (2011) | Etnische samenstelling van de respondenten (2011) | Etnische samenstelling van de respondenten (2011) | Etnische samenstelling van de respondenten (2011) |
| ------------------------------------------------- | ------------------------------------------------- | ------------------------------------------------- | ------------------------------------------------- | ------------------------------------------------- |
|                                                   |                                                   |                                                   |                                                   |                                                   |
| Bulgaren                                          | Bulgaren                                          |                                                   | 40,0%                                             | 40,0%                                             |
| Turken                                            | Turken                                            |                                                   | 58,7%                                             | 58,7%                                             |
| Roma                                              | Roma                                              |                                                   | 0,3%                                              | 0,3%                                              |
| Anders/Onbekend                                   | Anders/Onbekend                                   |                                                   | 1,0%                                              | 1,0%                                              |

## Afbeeldingen

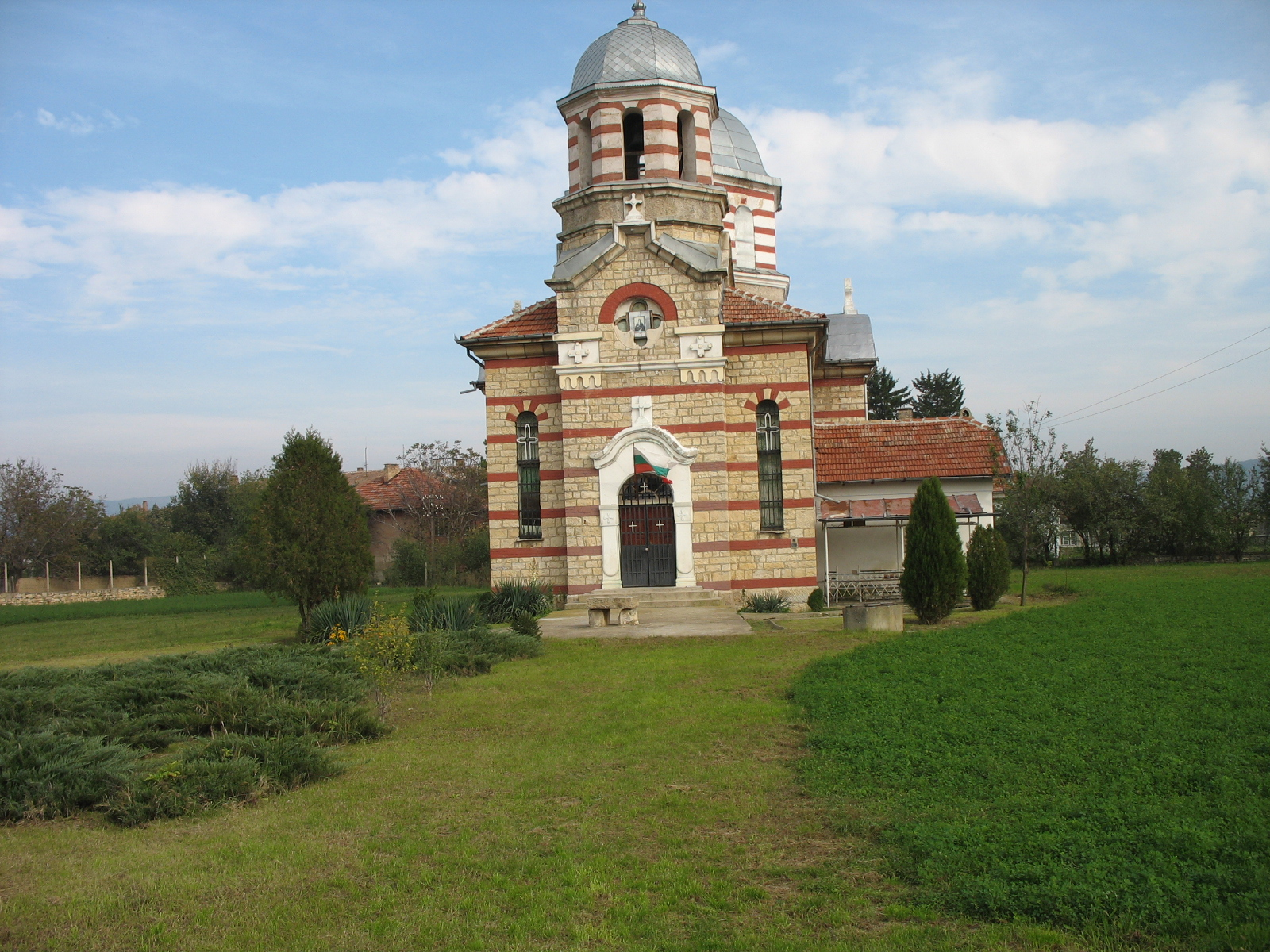
De kerk van Petko Karavelovo
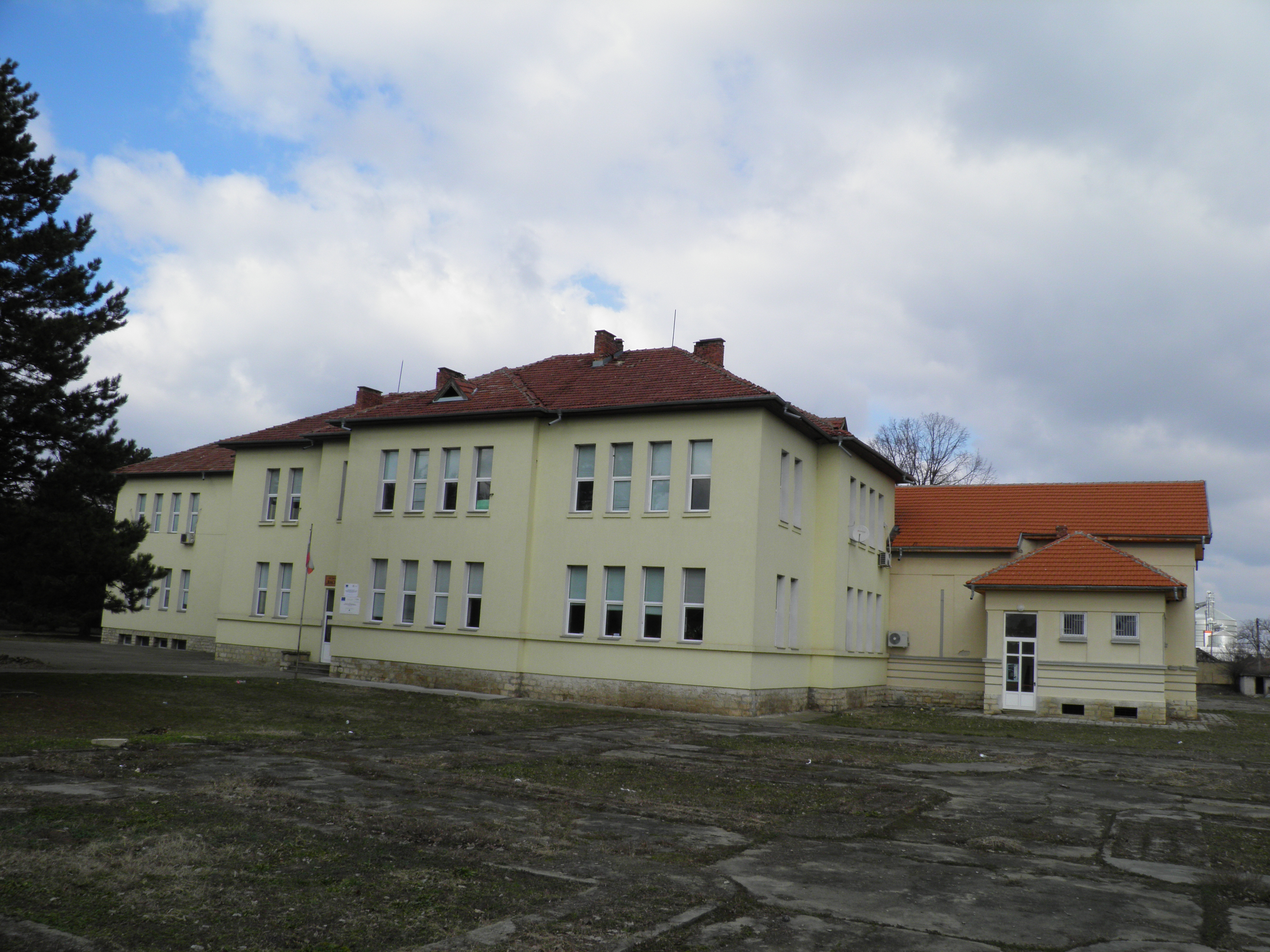
De school van Petko Karavelovo